# Heimatmuseum Ahlem

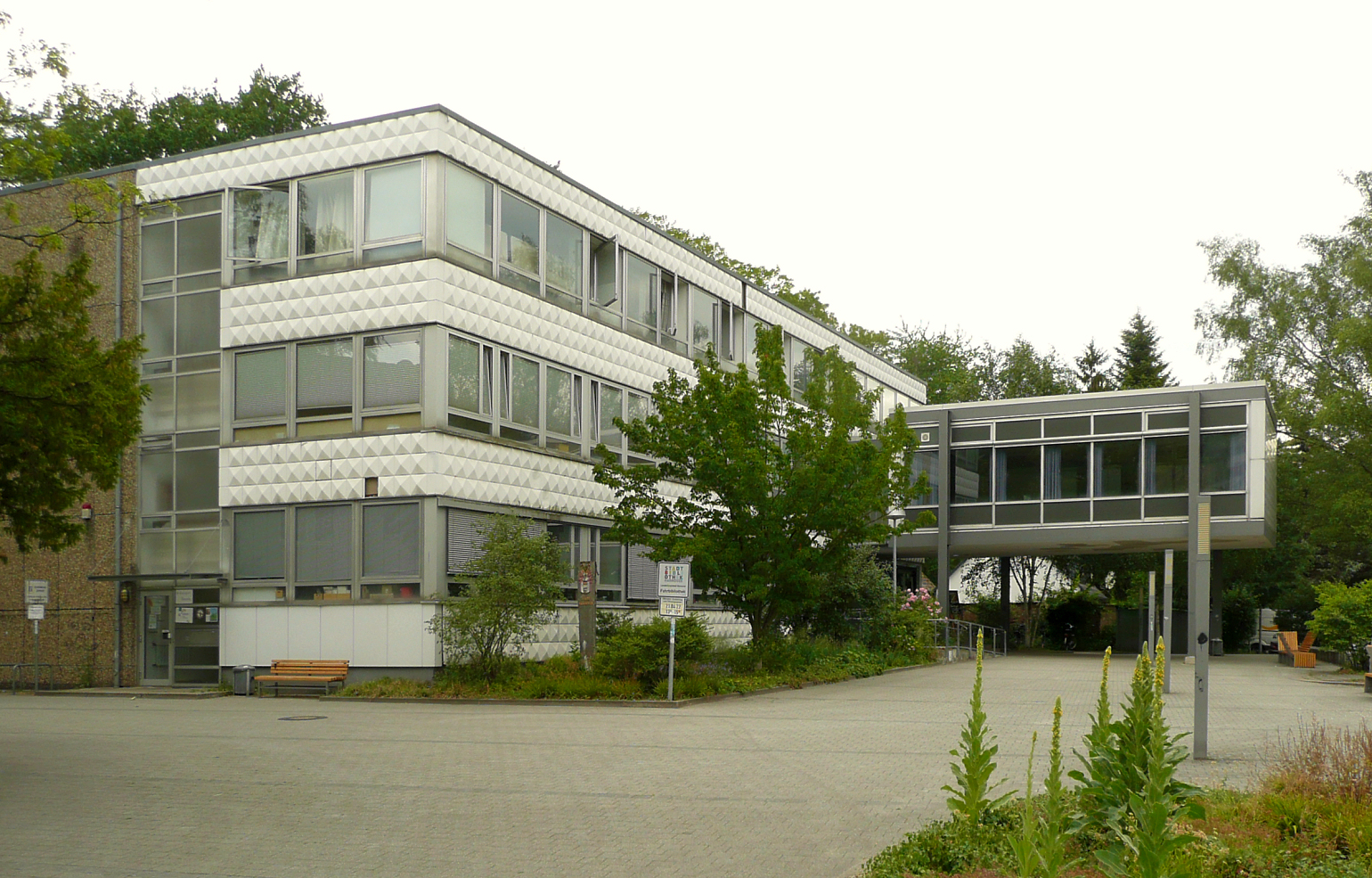
Museumssitz im Bürgergemeinschaftshaus

Das Heimatmuseum Ahlem ist ein Heimatmuseum  im Stadtteil Ahlem in Hannover. 
Das Museum befindet sich im Bürgergemeinschaftshaus, das früher das Rathaus der bis 1974 selbstständigen Gemeinde Ahlem war. Es stellt die Orts- und Regionalgeschichte anhand von Fossilien, Grabungsfunden aus der Völkerwanderungszeit, Alltagsgegenständen sowie Objekten aus der Zeit der industriellen Entwicklung dar. Gezeigt wird auch die das frühere Dorf Ahlem prägende Asphaltindustrie mit dem Abbau in den Ahlemer Asphalt-Gruben. Zur Ausstellung gehören eine Bauernküche, ein kleinbürgerliches Wohnzimmer des späten 19. Jahrhunderts und die Wohnküche eines Arbeiterhaushaltes aus den 1920er Jahren. Ein Raum dokumentiert Erinnerungen an Pastor Jacobus Sackmann aus Limmer. 
Das Museum ist zweimal im Monat an Sonntagen geöffnet und befindet sich im Gebäude Wunstorfer Landstraße 59.